# William Smith (lexikograf)

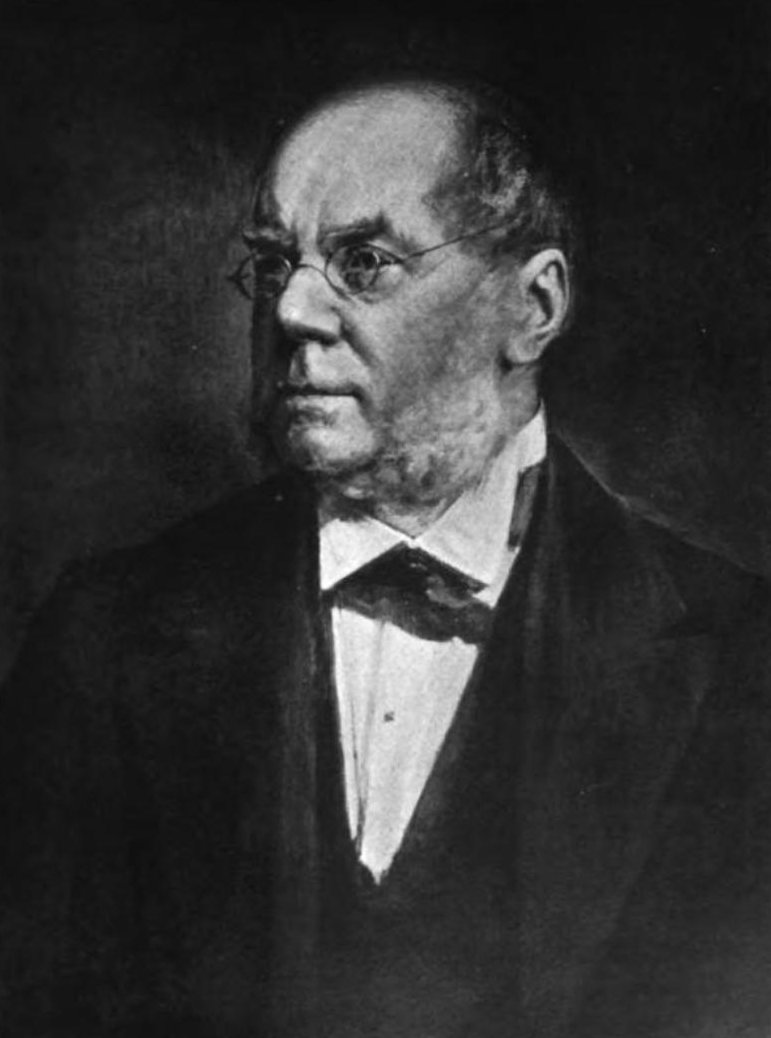
William Smith, målad av George Reid.

Sir William Smith, född 20 maj 1813 i Enfield, död den 7 oktober 1893 i London, var en engelsk lexikograf.
Smith bedrev först teologiska, därefter juridiska studier, men ägnade sig sedan med stor framgång åt de klassiska språken. Han utgav, med biträde av olika medarbetare, flera reallexika, bland vilka de främsta är Dictionary of Greek and Roman Antiquities (1842; ny, omarbetad och mycket utvidgad upplaga 1893), Dictionary of Greek and Roman Biography and Mythology (1849), Dictionary of Greek and Roman Geography (1854) och Bible Dictionary (1860–1865). Från 1867 till sin död var han redaktör för "Quarterly Review". Vid 79 års ålder blev han upphöjd till knight.